# Roni (Name)
Roni ist sowohl ein weiblicher als auch ein männlicher Vorname.

## Herkunft und Bedeutung
Der Name Roni hat unterschiedliche Herleitungen:
- Als hebräischer Name kann er weiblich und männlich sein, er bedeutet meine Freude oder mein Lied.[1]
- Im englischen Sprachraum ist er ein Diminutiv des weiblichen Vornamens Veronica.[2]
- Im Finnischen ist Roni ein Diminutiv des männlichen Vornamens Hieronymus.[3]

## Vorname

### Namensträgerinnen
- Roni Duani (* 1986), israelische Pop-Sängerin und Schauspielerin
- Roni Horn (* 1955), US-amerikanische Künstlerin
- Roni Kaspi (* 2000), israelische Jazz-Schlagzeugerin
- Roni Remme (* 1996), deutsch-kanadische Skirennläuferin
- Roni Zorina (* 1989), deutsche Schauspielerin estnischer Herkunft
- Roni Zuckerman (* 1981), Jagdpilotin der israelischen Luftstreitkräfte

### Namensträger
- Roni Bar-On (* 1948), israelischer Politiker
- Roni Ben-Hur (* 1962), israelischer Jazzmusiker (Gitarre, Komposition)
- Roni Margulies (1955–2023), türkischer Journalist jüdischer Herkunft, Schriftsteller, Dichter und Dolmetscher
- Roni Milo (* 1949), israelischer Politiker (Likud), Rechtsanwalt und Publizist
- Roni Peiponen (1997–2022), finnischer Fußballspieler
- Roni Size (* 1969), britischer Drum-and-Bass-Produzent und DJ

## Familienname
- Luigi Roni (1942–2020), italienischer Opernsänger (Bass)

## Nachweise
1. ↑  https://www.behindthename.com/name/roni-1
2. ↑  https://www.behindthename.com/name/roni-2
3. ↑  https://www.behindthename.com/name/roni-3